# Kecamatan Krueng Barona Jaya
Kecamatan Krueng Barona Jaya (indonesiska: Krueng Barona Jaya, Kecamatan Krueng Barona Jay) är ett distrikt i Indonesien.   Det ligger i provinsen Aceh, i den västra delen av landet, 1 800 km nordväst om huvudstaden Jakarta.